# كورنوال (كونيتيكت)
كورنوال (بالإنجليزية: Cornwall, Connecticut)‏ هي بلدة أمريكية تقع في الولايات المتحدة في مقاطعة ليتشفيلد (كونيتيكت). يقدر عدد سكانها بـ 1,434 نسمة ومساحتها 119.9 كم2 وترتفع عن سطح البحر 216 متر.

## أعلام
- جون سيدغويك
- آيرا ألين
- هومر بيج
- جورج ر. جولد
- تشارلز ستيرلينغ بانل